# كلارا ستون
كلارا ستون (بالإنجليزية: Clara Stone)‏ هي طبيبة أسترالية، ولدت في 12 يناير 1860، وتوفيت في 10 مايو 1957.